# NOON-Zustand
Ein NOON-Zustand (Kunstwort entsprechend der Formel, s. u.) ist ein verschränkter quantenmechanischer Vielteilchenzustand. Die Bezeichnung ist insbesondere in der Quantenoptik gebräuchlich. Hier bezeichnet ein NOON-Zustand einen Überlagerungszustand von {\displaystyle N} Photonen, die sich entweder alle in dem einen oder dem anderen von zwei voneinander unterscheidbaren Einteilchenzuständen befinden. Photonen, die in einem solchen Zustand präpariert werden, erlauben (für große Teilchenzahl {\displaystyle N}) sehr präzise Phasenmessungen und wurden daher für Anwendungen in der Quanten-Metrologie und hochaufgelösten Lithographie vorgeschlagen.

## Definition
Mathematisch sind NOON-Zustände {\displaystyle |\psi _{\text{NOON}}\rangle } als Vektoren im Hilbertraum {\displaystyle {\mathcal {F}}_{+}(\mathbb {C} ^{2})={\mathcal {F}}_{+}(\mathbb {C} )\otimes {\mathcal {F}}_{+}(\mathbb {C} )}, dem symmetrischen (bosonischen) Fockraum über zwei Moden, gegeben:
{\displaystyle |\psi _{\text{NOON}}\rangle ={\frac {|N\rangle _{a}\otimes |0\rangle _{b}+e^{iN\theta }|{0}\rangle _{a}\otimes |{N}\rangle _{b}}{\sqrt {2}}}}
Dieser Zustand beschreibt die Überlagerung von {\displaystyle N} Teilchen in der Mode {\displaystyle a} und keinem Teilchen in Mode {\displaystyle b} und umgekehrt (mit relativer Phase {\displaystyle \theta }).
In der Praxis werden meist photonische NOON-Zustände betrachtet, aber allgemein kann jedes bosonische Feld in einem NOON-Zustand präpariert werden.

## Anwendungen
NOON-Zustände wurden im Zusammenhang mit Anwendungen der Quanten-Metrologie untersucht, da sie es erlauben, mit optischen Interferometern sehr genaue Phasenmessungen durchzuführen. Zum Beispiel gilt für die Observable
{\displaystyle A=|N,0\rangle \langle 0,N|+|0,N\rangle \langle N,0|}
dass ihr Erwartungswert {\displaystyle \langle A\rangle } für ein System im NOON-Zustand sich von {\displaystyle +1} zu {\displaystyle -1} verändert, wenn die Phase {\displaystyle \theta } des Zustands von 0 auf {\displaystyle \pi /N} anwächst. D. h. für große {\displaystyle N} führt schon eine sehr kleine Phase zu einer großen Änderung der Observablen.
Für die Ungenauigkeit (Standardabweichung) der Messung von {\displaystyle A} gilt:
{\displaystyle \Delta \theta ={\frac {\Delta A}{|d\langle A\rangle /d\theta |}}={\frac {1}{N}}.}
Diese Skalierung mit der Teilchenzahl ist das beste mit quantenmechanischen Messungen erreichbare Verhalten und wird auch als Heisenberg-Limit bezeichnet. Es stellt eine quadratische Verbesserung gegenüber den standard quantum limit ({\displaystyle \propto {\sqrt {N}}}) dar, das die beste mit {\displaystyle N} unabhängigen (nicht verschränkten) Teilchen erreichbare Messung beschreibt.
NOON-Zustände sind eng verwandt mit Schrödinger-Katzen-Zuständen und Greenberger-Horne-Zeilinger Zuständen. Wie diese sind auch die NOON-Zustände sehr fragil: auch kleine unkontrollierte Wechselwirkungen zerstören die Kohärenz der Überlagerung und führen zu einem Verlust der vorteilhaften Eigenschaften des Zustands (Dekohärenz). Dies stellt den praktischen Nutzen von NOON-Zuständen für metrologische Zwecke in vielen realistischen Situationen in Frage.

## Experimentelle Erzeugung
NOON-Zustände wurden für kleine Teilchenzahlen in verschiedenen Experimenten erzeugt, z. B. für {\displaystyle N=5} mit optischen Photonen und für {\displaystyle N=2} mit Mikrowellen-Photonen.

## Geschichte und Terminologie
NOON-Zustände wurden von Barry Sanders im Zusammenhang mit der Untersuchung der Dekohärenz von Schrödinger-Katzen-Zuständen eingeführt und später von Jonathan P. Dowling wiederentdeckt, der sie als Grundlage der Quanten-Lithographie vorschlug. Der englische Ausdruck „NOON state“ wurde erstmals in einem Artikel von Lee, Kok und Dowling über Quanten-Metrologie verwendet (geschrieben als „N00N“, mit Nullen statt Os).